# Vásárhelyi András (földbirtokos)
Kézdivásárhelyi Vásárhelyi András (Lőkösháza, más adat szerint Aradszentmárton, 1895. augusztus 22. – New Rochelle, New York, Amerikai Egyesült Államok, 1981. október 16.) magyar földbirtokos, országgyűlési képviselő.

## Élete
1895-ben született római katolikus vallású, földbirtokos családban. Középiskolába Aradra járt, utána elvégezte a bécsi kereskedelmi akadémia főiskolai tanfolyamát, később pedig a budapesti egyetemen még jogot is hallgatott és két alapvizsgát tett. Közben, az első világháború éveiben a 4. számú közös huszárezred kötelékében szolgált orosz és olasz hadszíntereken és hadnagyként szerelt le a katonaságtól.
A háború végét és tanulmányai lezárását követően visszavonult gazdálkodni Csanád megyei birtokára, illetve fokozatosan bekapcsolódott a csonka vármegye közéletébe. 1924-ben választották be először a vármegye törvényhatósági bizottságába, 1930-tól tagja lett a kisgyűlésnek is, 1939-ben pedig országgyűlési képviselői mandátumot is szerzett, a Magyar Élet Pártja Csanád megyei listájáról. Elnöke volt a Csanád vármegyei, illetve a Makói Szarvasmarha-tenyésztő Egyesületnek, a Csanádvármegyei Gazdasági Egyesületben pedig alelnöki tisztséget viselt.